# Народно читалище „Саморазвитие – 1907“
Народното читалище „Саморазвитие – 1907“ се намира в село Медово, Чирпанско.
Читалище в селото възниква през 1873 г., след като през есента същата година в Медово идва като учител Иван Андонов. Уставът на читалището е написан по образец на устава на читалище „Братство“ в град Сопот и носи същото име. По същото време става съосновател на читалището и Сребрьо Стойновски, на което дарява книги.
Според отчетите на Окръжната постоянна комисия на Старозагорски окръг в годините 1924 – 1925 в село Медово не е имало фунциониращо читалище.
| Библиотека с 7630 бр. библиотечни единици                    |
| Етнографска и картинна сбирка                                |
| Певческа група „Медовка“                                     |
| Временни групи – Лазарска и Коледарска                       |
| Участия във фестивали и всички традиционни празници          |
| Работа с деца през лятото и по време на традиционни празници |